# Катар на літніх Олімпійських іграх 2004
Катар брав участь у Літніх Олімпійських іграх 2004 року в  Афінах (Греція) ушосте за свою історію, але не завоював жодної медалі.

## Склад олімпійської збірної Катару

### Плавання
Спортсменів — 1
У наступний раунд на кожній дистанції проходили найкращі спортсмени за часом, незалежно від місця зайнятого у своєму запливі.
Чоловіки
| Спортсмен    | Змагання            | Попередні запливи | Попередні запливи | Півфінали | Півфінали | Фінал      | Фінал      |
| Спортсмен    | Змагання            | Результат         | Місце             | Результат | Місце     | Результат  | Місце      |
| ------------ | ------------------- | ----------------- | ----------------- | --------- | --------- | ---------- | ---------- |
| Анас Абуюсуф | 400 м вільний стиль | 4:11,99           | 43                |           |           | Не пройшов | Не пройшов |